# Ultimo tango a Parigi (singolo)
Ultimo tango a Parigi è un singolo del musicista argentino Gato Barbieri, pubblicato nel 1972 come unico estratto dall'album Ultimo tango a Parigi, contenente la colonna sonora del film omonimo diretto da Bernardo Bertolucci.

## Tracce
Musiche di Gato Barbieri.
1. Ultimo tango a Parigi (Tango) – 3:22
2. La vuelta (Tango) – 3:04

Durata totale: 6:26